# Abondance des isotopes
 (signalé en août 2025).
Si vous disposez d'ouvrages ou d'articles de référence ou si vous connaissez des sites web de qualité traitant du thème abordé ici, merci de compléter l'article en donnant les références utiles à sa vérifiabilité et en les liant à la section « Notes et références ».
- Archive Wikiwix
- Bing
- Cairn
- DuckDuckGo
- E. Universalis
- Gallica
- Google
- G. Books
- G. News
- G. Scholar
- Persée
- Qwant
- (zh) Baidu
- (ru) Yandex

Une proposition de fusion est en cours entre Isotope et Abondance des isotopes.
L'abondance d'un isotope (ou l'abondance naturelle d'un isotope) est le pourcentage d'atomes de cet isotope par rapport à l'ensemble des isotopes naturels de l'élément chimique considéré, sur Terre ou sur un autre objet céleste. La somme des masses molaires de ces isotopes, pondérées par leur abondance naturelle sur Terre, donne la masse atomique naturelle de l'élément, telle qu'on la trouve dans le tableau périodique (si cet élément n'existe pas sur Terre, c'est la masse atomique de l'isotope le plus stable qui est donnée).
Pour la plupart des éléments, les abondances naturelles sont les mêmes partout sur Terre, dans la limite de la précision des analyses isotopiques, ou varient suffisamment peu pour que les abondances naturelles exprimées avec une précision de 1 %, 1 ‰ voire 1 ‱ soient invariables en pratique. Pour certains éléments cependant, l'abondance naturelle d'un ou de plusieurs isotopes varie considérablement parce qu'ils sont peu abondants et, radiogéniques ou cosmogéniques, significativement affectés par l'histoire géologique des roches ou des minéraux analysés. Dans ce cas, les abondances naturelles ne peuvent être exprimées qu'en précisant la référence choisie, par exemple la Terre globale (la Terre solide plus l'atmosphère et les océans) ou la croûte continentale.

## Exemple
Les abondances des isotopes du plomb varient considérablement parce que le plomb 206, le plomb 207 et le plomb 208 sont les produits finaux de trois chaînes de désintégration (le 4e isotope naturel, le plomb 204, n'est en revanche ni radiogénique, ni cosmogénique). Pour définir les abondances naturelles du plomb, on prend généralement comme référence la moyenne des abondances dans les gisements de ce métal. L'abondance naturelle du plomb 208 vaut ainsi 52,4 % : au sein d'une population de 100 000 atomes de plomb d'un gisement, il y a en moyenne 52 400 atomes de plomb 208.
| Isotope                 | 204Pb | 206Pb | 207Pb | 208Pb |
| Abondance naturelle (%) | 1,4   | 24,1  | 22,1  | 52,4  |

La masse molaire naturelle du plomb est donc à peu près la moyenne pondérée :
{\displaystyle {\frac {\left(1,4\times 204\right)+\left(24,1\times 206\right)+\left(22,1\times 207\right)+\left(52,4\times 208\right)}{1,4+24,1+22,1+52,4}}=207{,}2\ } g/mol.
Pour être plus précis, les masses molaires des isotopes ne sont pas forcément des nombres entiers (en raison de la différence de masse entre un neutron et un proton, en raison de l'existence des électrons et en raison du défaut de masse), ce qui donne, avec les proportions indiquées :
{\displaystyle {\frac {\left(1,4\times 203,9730436\right)+\left(24,1\times 205,9744653\right)+\left(22,1\times 206,9758969\right)+\left(52,4\times 207,9766521\right)}{1,4+24,1+22,1+52,4}}=207{,}2169077\ } g/mol.